# Rhopalizodes
Rhopalizodes is een kevergeslacht uit de familie van de boktorren (Cerambycidae). De wetenschappelijke naam van het geslacht werd voor het eerst geldig gepubliceerd in 1922 door Schmidt.

## Soorten
Rhopalizodes omvat de volgende soorten:
- Rhopalizodes bicoloripennis Adlbauer, 2010
- Rhopalizodes callichromoides (Pascoe, 1864)
- Rhopalizodes obscurus Adlbauer, 2010